# Віллі Гертін
Віллі Гертін (нім. Willi Hertin; 11 вересня 1914, Бальве — 28 липня 1943, Атлантичний океан) — німецький офіцер-підводник, капітан-лейтенант крігсмаріне.

## Біографія
5 квітня 1935 року вступив на флот. 1 вересня 1939 року відряджений в морську авіацію, пройшов курс спостерігача. З 1 квітня 1940 року — спостерігач 3-ї ескадрильї 506-ї групи берегової авіації. 11 травня 1940 року поранений в авіакатастрофі біля Бальтрума. З червня 1940 року — спостерігач 1-ї ескадрильї 706-ї групи берегової авіації. З червня 1941 року — офіцер групи військово-морського училища в Фленсбурзі-Мюрвіку. З 1 лютого по 29 червня 1942 року пройшов курс підводника, з 30 червня по 31 серпня — командирську практику на підводному човні U-552, з 1 вересня по 1 жовтня — курс командира човна. З 5 листопада 1942 року — командир U-647. 22 липня 1943 року вийшов у свій перший і останній похід. 28 липня U-647 і всі 48 членів екіпажу зникли безвісти на схід від Шетландських островів.

## Звання
- Кандидат в офіцери (5 квітня 1935)
- Морський кадет (25 вересня 1935)
- Фенріх-цур-зее (1 липня 1936)
- Оберфенріх-цур-зее (1 січня 1938)
- Лейтенант-цур-зее (1 квітня 1938)
- Оберлейтенант-цур-зее (1 жовтня 1939)
- Капітан-лейтенант (1 жовтня 1942)

## Нагороди
- Нагрудний знак спостерігача (21 грудня 1938)
- Медаль «За вислугу років у Вермахті» 4-го класу (4 роки)
- Залізний хрест
  - 2-го класу (20 грудня 1939)
  - 1-го класу (7 березня 1941)
- Авіаційна планка розвідника
  - в бронзі (23 березня 1941)
  - в сріблі (22 травня 1941)